# Szénhidrogének
A szénhidrogének a legegyszerűbb összetételű szerves vegyületek Csak szén- és hidrogénatomokat tartalmaznak, nevük is erre utal. A legegyszerűbb szénhidrogén a metán, ebben a molekulában a szénatom mind a négy vegyértéke hidrogénatomhoz kapcsolódik. Sztöchiometriai összetételük és szerkezetük igen változatos. A szénhidrogéneket hagyományosan az alapján csoportosítják, hogy a bennük található szénatomok között csak egyszeres kötések találhatók, vagy a molekulák két- vagy háromszoros kötéseket is tartalmaznak. A természetben nagy mennyiségben megtalálhatók a kőolajban és a földgázban. Nagy mennyiségű szénhidrogént égetnek el energiatermelés céljából, emellett a szénhidrogének igen fontos kémiai alapanyagok. A szénhidrogének feldolgozásával és átalakításával a petrolkémia foglalkozik, ami a vegyipar egyik legfontosabb ága.

## Csoportosításuk
A szénhidrogének között megkülönböztetnek telített és telítetlen szénhidrogéneket az alapján, hogy a szénatomok között csak egyszeres kötések találhatók, vagy a molekulák tartalmaznak két- vagy háromszoros kötéseket is. A telített szénhidrogénekben a szénatomok vegyértékének megfelelő maximális számú hidrogénatom található. A szénatomok csak egyszeres kötésekkel kapcsolódnak össze bennük. Az alkánok (vagy paraffinok) nyílt láncú telített szénhidrogének. Általános összegképletük CnH2n+2. Alkánok például a metán (a legegyszerűbb alkán) a propán és az izobután.

Metán
Propán
Izobután

Telített szénhidrogének a cikloalkánok vagy cikloparaffinok is. Ezek abban különböznek a nyílt láncú alkánoktól, hogy a szénvázuk egy vagy több gyűrűt tartalmaz. A monocikloalkánokban, tehát az egy gyűrűt tartalmazó képviselőikben kettővel kevesebb hidrogénatom található, mint a velük megegyező szénatomszámú alkánokban. Általános összegképletük ezért CnH2n. Cikloalkánok például a ciklopentán és a dekalin.

Ciklopentán
Dekalin

A telítetlen szénhidrogének abban különböznek a telítettektől, hogy kevesebb hidrogénatomot tartalmaznak, mint az azonos szénatomszámú, telített szénhidrogének. A telítetlen szénhidrogéneket három csoportra osztják, ezek az alkének, az alkinek és az aromás szénhidrogének. Ezek közül az alkének egy vagy több szén-szén kétszeres kötést tartalmaznak. A legegyszerűbb alkén az etilén vagy etén. Az alkének között is találhatók nyílt és zárt szénláncúak (gyűrűsek). Az egy kettős kötést tartalmazó nyílt láncú alkének, a monoolefinek általános összegképlete CnH2n. Alkének például a butadién és a ciklohexén.

Benzol
Naftalin

Etilén
Butadién
Ciklohexén

Az alkinek (vagy acetilének) egy vagy több háromszoros szén-szén kötést tartalmazó szénhidrogének. A legegyszerűbb képviselőjük az acetilén. Léteznek zárt szénláncú (gyűrűs) alkinek is. Az egy háromszoros kötést tartalmazó alkinek általános összegképlete CnH2n-2. Alkin az acetilén mellett például a butadiin is.

Acetilén
Butadiin

A telítetlen szénhidrogének közé tartoznak az aromás szénhidrogének is. Ezek a vegyületek mindig tartalmaznak legalább egy gyűrűt. Gyakran több gyűrű is található a molekulájukban. Jellegzetes aromás kötésrendszert tartalmaznak. Az aromás szénhidrogénekre példa a benzol és a naftalin. A nem aromás vegyületeket alifás vegyületeknek nevezik.
- Benzol
- Naftalin